# Hans Richter (kunstner)
 Der er flere personer med dette navn, se Hans Richter.
Hans Siegfried Richter (født 6. april 1888 i Berlin, død 1. februar 1976 nær Locarno i Schweiz) var en tysk-amerikansk maler, grafiker og eksperimentalfilmskaber med rødder i europæisk avantgarde og dadaismen.

## Tyskland
Hans Richter påbegyndte i 1908 studier ved Akademische Hochschule für Bildende Künste i Berlin og fra 1909 ved kunstskolen i Weimar. Gennem Herwarth Walden og Waldens galleri "Der Sturm" i Berlin og kunstnersammenslutningen Der Blaue Reiter fik Richter kontakt til internationale kunstkredse fra tiden omkring 1912-13.
Richters tidlige malerier fra 1914 viser indflydelse fra kubismen og ekspressionismen. Han bidrog i 1915-18 til tidsskriftet Die Aktion i Berlin. Første egenudstilling var i München i 1916, i hvilken forbindelse Die Aktion udgav en særudgave om Richter.
I 1916 blev han såret som soldat under 1. verdenskrig. Han blev fritaget for tjeneste og flyttede til Zürich og blev dadaist.
Han mente, at kunstneren var forpligtet på at være politisk aktiv, modarbejde krig og støtte revolutionen. Hans første abstrakte værker blev skabt i 1917. Han blev ven med svenskeren Viking Eggeling, og de eksperimenterede med film sammen i 1918. Han var medstifter til Artistes Radicaux (radikale kunstnere) i Zürich 1919. Samme år komponerede han sin første Prélude (Orkestrering af et tema, der blev udviklet gennem 11 tegninger). I 1920 blev han medlem af kunstnersammenslutningen Novembergruppe.
Han hævdede hårdnakket at hans film fra 1921: Rhythmus 21 var verdens første abstrakte film. Realiteten var dog, at både de futuristiske italienere Bruno Corra og Arnaldo Ginna mellem 1911 og 1912(som beskrevet i Futurist Manifesto of Cinema), og tyske Walter Ruttmann med Lichtspiel Opus 1 fra 1920 var tidligere ude. Rhythmus 21 betragtes imidlertid fortsat som en vigtig film i dada-kunstens udvikling.
Han rejste tilbage til Berlin i 1922 og slog sig sammen med konstruktivisterne.
Han bidrog også med essays til tidsskriftet De Stijl og var medlem af Novembergruppen. 1923 – 1926 var han medudgiver af tidsskriftet "G" sammen med Werner Gräff og Mies van der Rohe. Hans filmstudium Filmstudie fra 1926 var det første, hvor han brugte elementer fra virkeligheden som monterede og omdefinerede abstrakte elementer.
Den nationalsocialistiske magtovertagelse i Tyskland fik ham til at flygte via Nederlandene og Schweiz allerede i 1933. Som dadaist var han selvskreven til at komme på den tyske liste over Entartete Kunst i 1937.

## USA
Richter flyttede fra Schweiz til USA i 1940 og blev herefter amerikansk statsborger. Han arbejdede som lærer ved filmteknikinstituttet ved City College of New York.
Mens han boede i New York, instruerede han filmene, Dreams That Money Can Buy og 8x8: A Chess Sonata i samarbejde med Max Ernst, Jean Cocteau, Paul Bowles, Fernand Leger, Alexander Calder, Marcel Duchamp, Man Ray og andre. Filmene blev delvis optaget plænen ved sommerhuset i Southbury, Connecticut.
I 1957 foretog han de sidste optagelser til filmen Dadascope med originaltekster af forfatterne Hans Arp, Marcel Duchamp, Raoul Hausmann, Richard Huelsenbeck og Kurt Schwitters.
Etter 1958 tilbragte han dele af året i Ascona og Connecticut og begyndte igen at male. Han malede historiske temaer.
Richter skrev også en øjenvidneberetning af Dadabevegelsen, kaldet Dada: Art and Anti-Art som også indeholdt hans tanker om Neo-dada. I 1973 skrev han "Begegnungen, von Dada bis heute".
Richter var gift med fotografen Meta Erna Niemeyer (Ré Soupault). Han døde i Minusio, nær Locarno i Schweiz.
Sammen med Oskar Fischinger, Walter Ruttmann og Viking Eggeling hører Hans Richter til de betydeligste repræsentanter for tidlig abstrakt film i Tyskland. Han var en af de drivende kræfter i avantgarde-filmbevægelsen Cinéma pur.

## Filmografi
Dadascope (1961)
8 x 8: A Chess Sonata in 8 Movements (1957)
Dreams That Money Can Buy (1947)
Vom Blitz zum Fernsenhbild (1936)
Keine Zeit für Tränen (1934)
Hallo Everybody (1933)
Europa Radio (1931)
Neues Leben (1930)
Alles dreht sich, alles bewegt sich (1929)
Everyday (1929)
Rennsymphonie (1929)
The Storming of La Sarraz (1929)
Zweigroschenzauber (1929)
Vormittagsspuk ("Ghosts Before Breakfast", med musikk av Hindemith) (1928)
Inflation (1927)
Filmstudie (1926) with music by Darius Milhaud
Rhythmus 25 (1925)
Rhythmus 23 (1923)
Rhythmus 21 (1921)